# Por toda una vida
Por toda una vida es el título que recibe la última canción del primer disco de Amaia Montero.

## Videoclip
Aunque no es sencillo oficial del álbum, se encuentra en el #2 en radios de Honduras.[cita requerida]
- Datos: Q6082848